# 约翰·乔治·黑格
约翰·乔治·黑格（英語：John George Haigh，1909年7月24日—1949年8月10日），俗称“酸浴杀手”，英国连环杀手，曾谋杀6人并以强酸腐蚀受害者尸体，1949年判决死刑并执行。

## 早年经历
约翰·乔治·黑格1909年7月24日出生于英国林肯郡史丹佛，父母名为约翰·罗伯特·黑格（John Robert Haigh）与埃米莉·哈德逊，是普利茅斯兄弟会成员。约翰·乔治·黑格早年曾学习钢琴，毕业后成为一名工程师学徒，1934年7月6日与比阿特丽斯“贝蒂”哈默（Beatrice 'Betty' Hamer）结婚并有一女。

## 犯罪生涯
1934年，约翰·乔治·黑格因诈骗罪被捕入狱。1936年时出狱成为富豪威廉·麦克斯（William McSwan）的司机并继续实施诈骗，1939年再度被捕并获判4年有期徒刑。
1943年，约翰·乔治·黑格刑满释放，不久后遇见威廉·麦克斯并再度为他工作，9月6日时黑格将威廉·麦克斯杀害并声称其为躲避服兵役而前往远方。1945年7月，因威廉·麦克斯父母逐渐起疑黑格借机将两人杀害。
1948年2月，约翰·乔治·黑格杀害了阿奇博尔德·亨德森（Archibald Henderson）与其妻罗莎莉（Rosalie），之后黑格将尸体浸入硫酸中试图销毁物证。
1949年2月18日，约翰·乔治·黑格杀害并掠走64岁寡妇杜兰德·迪肯（ Durand-Deacon）钱财后将尸体以硫酸进行销毁。2月20，杜兰德·迪肯的朋友Constance Lane向警方报告了她的失踪。

## 调查
当警方接到报案后，对约翰·乔治·黑格进行了询问与调查，发现黑格存在犯罪前科以及持有受害人财务，在更进一步的调查中警方发现了下列尚未被硫酸溶解的物品与人体组织：28磅（约12.7千克）的人体脂肪、一支口红容器、部分腐蚀的左脚、3个胆结石、一只红色塑料袋的把手残余、一幅完整的假牙（属于杜兰德·迪肯女士）以及18块人骨碎片。

## 审判
1949年8月10日，约翰·乔治·黑格判决并执行绞刑。